# Чулиці
Чулиці (пол. Czulice) — село в Польщі, у гміні Коцмижув-Любожиця Краківського повіту Малопольського воєводства.
Населення — 493 особи (2011).
У 1975-1998 роках село належало до Краківського воєводства.

## Демографія
Демографічна структура станом на 31 березня 2011 року:
|          | Загалом | Допрацездатний вік | Працездатний вік | Постпрацездатний вік |
| -------- | ------- | ------------------ | ---------------- | -------------------- |
| Чоловіки | 254     | 60                 | 169              | 25                   |
| Жінки    | 239     | 53                 | 137              | 49                   |
| Разом    | 493     | 113                | 306              | 74                   |